# BSデジフォトまつり
『BSデジフォトまつり』（ビーエスデジフォトまつり）は、NHK-BS2で放送されていた視聴者参加型番組である。2007年11月3日に放送を開始し、年に数回特別番組として編成された。第2回は2008年5月10日。4時間の生放送。

## 概要
「デジフォト」とは、デジタルカメラで撮影したものに限らず、フィルム撮影されたものをパソコンなどでデジタル保存した作品も含むという定義に基づき募集される。番組のテイストは、ノリのいい『俳句王国』という感じ。
ホームページで事前に応募する部門と、当日募集の部門がある。各部門のグランプリには、番組特製の賞状が贈られる。
放送当日に学生が撮影旅行をして、その腕前を競いあう「学生フォトバトル」というコーナーもある。視聴者の携帯投票で勝者が決まる仕組み。

## 出演者

### 司会
- 高山哲哉(第1回、第2回)
- ソニン(第2回)

### 審査員
- 平間至(第1回、第2回)
- パパイヤ鈴木(第1回、第2回)
- 樹木希林(第1回)
- 松尾貴史(第1回)
- KIKI(第1回)
- 崔洋一(第2回)
- 森口博子(第2回)
- 加藤夏希(第2回)

### 学生フォトバトル出場校
- 第1回
  - 北海道旭川工業高等学校
  - 沖縄県立真和志高等学校

- 第2回
  - 日本大学芸術学部写真学科
  - 東京綜合写真専門学校

| スタブアイコン | サブスタブ | この項目は、まだ閲覧者の調べものの参照としては役立たない、テレビ番組に関連した書きかけの項目です。この項目を加筆・訂正などしてくださる協力者を求めています（P:テレビ/PJ:放送または配信の番組）。 |